# Фантазм 4: Забуття
Фантазм 4: Забуття (англ. Phantasm IV: Oblivion) — американський науково-фантастичний фільм жахів 1998 року. Сценарист, продюсер і режисер – Дон Коскареллі, а в головних ролях – А. Майкл Болдуін, Реджі Банністер і Ангус Скрімм. Продовження фільму «Фантазм 3» (1994).

## Синопсис
Майк подорожує крізь час і простір, щоб дізнатися походження Високого Чоловіка.

## Акторський склад
| Актор           | Роль            |
| --------------- | --------------- |
| Ангус Скрімм    | Високий Чоловік |
| Майкл Болдвін   | Майк Пірсон     |
| Реджі Банністер | Реджі           |
| Білл Торнбері   | Джоді Пірсон    |

## Виробництво
Канадський кінематографіст Роджер Евері, який вважає себе шанувальником серії фільмів «Фантазм», написав сценарій під назвою Phantasm 1999. Дія фільму розгорталася в постапокаліптичному недалекому майбутньому з Брюсом Кемпбеллом у головній ролі. Евері також мав з'явився у фільмі як один із солдатів Громадянської війни. Незважаючи на всі зусилля, бюджет на продовження не вдалося забезпечити. Оскільки проект зіткнувся з фінансовими труднощами, Дон Коскареллі написав сценарій і зняв четверту частину самостійно, використовуючи численні уривки з попередніх фільмів. 